# Hypothyris mamercus
Hypothyris mamercus är en fjärilsart som beskrevs av William Chapman Hewitson 1869. Hypothyris mamercus ingår i släktet Hypothyris och familjen praktfjärilar. Inga underarter finns listade i Catalogue of Life.

## Bildgalleri

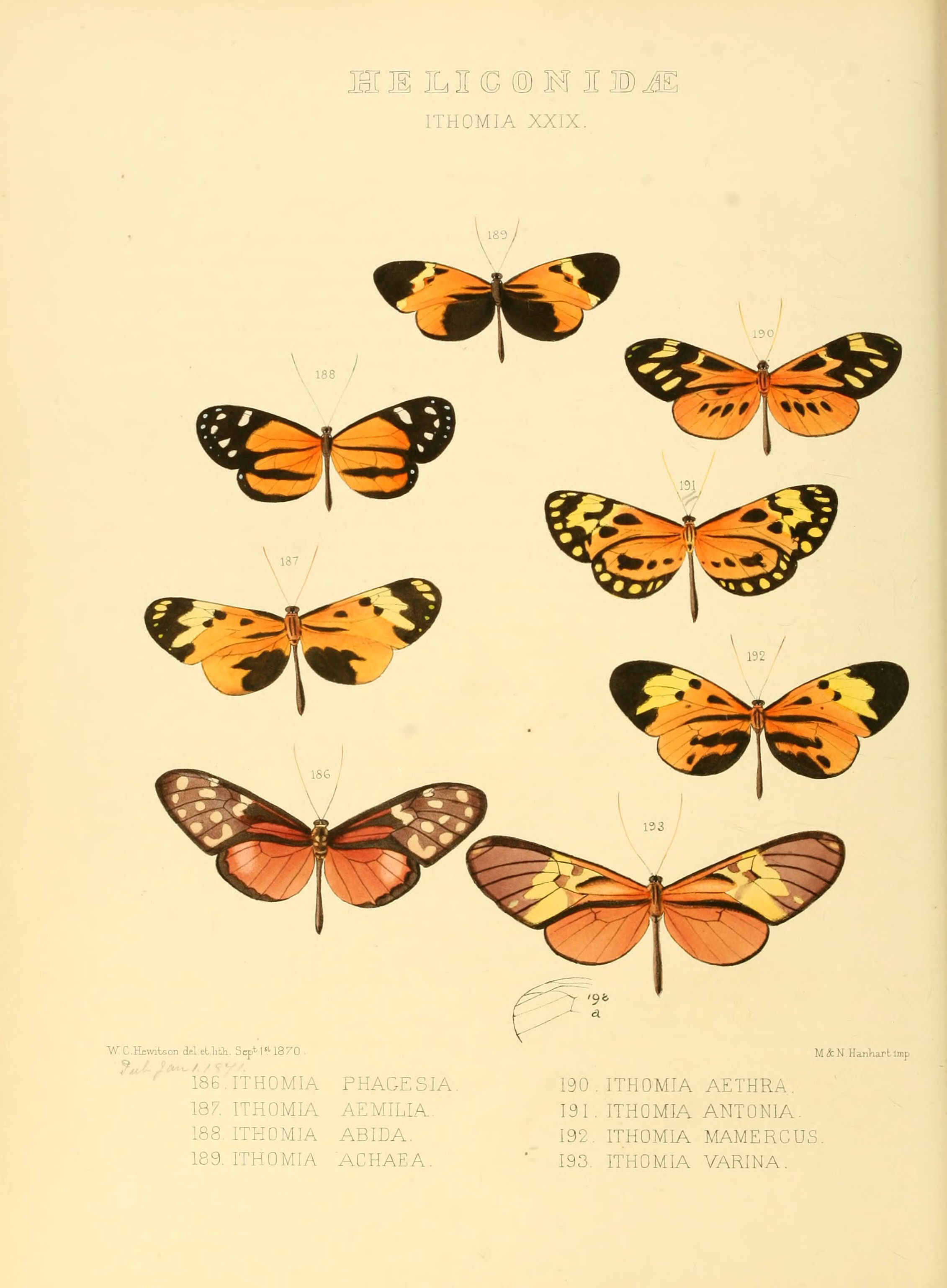